# Paul Apel (ellenálló)
Paul Apel (Nordhausen, 1896. június 27. – Kronberg im Taunus, 1965. március 16.) német ellenálló.  

## Élete
Inasévei alatt, 1911-ben csatlakozott Sozialistische Arbeiter-Jugendhez. Az első világháborúban 1915 és 1918 katona volt, majd kárpitosként dolgozott. 1919-ben az az SPD, 1924-ben a Reichsbanner Schwarz-Rot-Gold tagja lett, itt 1929 és 1933 közt a Hessen-Nassau gau ügyvezető igazgatója volt. 1934-től a terjesztési hálózatot szervezett a Rajna-Majna térségben a Sozialistische Aktion című lap számára. Tevékenységüket a Grüne Post és a  Blick in die Zeit című legális lapok terjesztésével fedezték. Ebben elsősorban a korábbi Reichsbanner aktivisták, valamint az SPD és a szakszervezetek tagjai támogatták, akik számos bázist tartottak fenn a Rajna-Majna térségben. A munka középpontjában a nemzetiszocialista Németország társadalmi helyzetéről, a sztrájkokról, elnyomó intézkedésekről és a német újrafegyverkezésről szóló információk gyűjtése állt. Az összegyűjtött adatok Luxemburgon keresztül jutottak el a prágai SoPaDe-ba. Az adatgyűjtés mellett különféle csoportok és személyek titkos találkozóit szerveztek Németországban és külföldön az ellenállási munka jobb összehangolása illetve hálózatba szervezése érdekében. Az 1935-ös letartóztatási hullám során Apelt több, mint száz társával együtt letartóztatták. 1937. január 28.-án 8 évi börtönbüntetésre ítélte a kasseli bíróság. 1944-ben a dachaui koncentrációs táborba szállították. Túlélte a halálmenetet, és végül az amerikai csapatok szabadították fel Bad Reichenhall közelében 1945. május 2.-án.
A második világháború után Frankfurtban segített az SPD újjáalakításában, részt vett a náci bűnösök üldözésében és a denacifikálásban. A Deutsche Bundesbahn képzési osztályának, valamint közlekedési- és sajtóosztályának vezetője lett. Egészségügyi okok miatt, amelyeket főleg börtönévei okoztak, 1963 elején feladta szolgálatát. A Deutsche Bundesbahnnál töltött évei alatt új otthonában, Oberhöchstadtban részt vett a helyi politikai életben, sokáig az önkormányzati tanács elnöke volt.

## Fordítás
- Ez a szócikk részben vagy egészben  a   Paul Apel című német Wikipédia-szócikk ezen változatának fordításán alapul.  Az eredeti cikk szerkesztőit annak laptörténete sorolja fel. Ez a jelzés csupán a megfogalmazás eredetét és a szerzői jogokat jelzi, nem szolgál a cikkben szereplő információk forrásmegjelöléseként.